# 破坏易燃易爆设备罪
破坏易燃易爆设备罪，是指《中华人民共和国刑法》所规定的一个罪名，指故意破坏燃气或者其他易燃易爆设备，足以危害公共安全的行为。最高可判处死刑。

## 量刑
根据《中华人民共和国刑法》119条规定，破坏易燃易爆设备，造成严重后果的，处十年以上有期徒刑、无期徒刑或者死刑。。

## 案例
2007年11月某日，被告人赵正山伙同他人在中洛输油管线14.1公里一打孔，盗放原油16余吨，价值81500余元。濮阳县人民检察院以盗窃罪、破坏易燃易爆设备罪数罪并罚。判处有期徒刑八年又六个月，并处罚金15000元。